# Taracticus contusus
Taracticus contusus là một loài ruồi trong họ Asilidae. Taracticus contusus được Cockerell miêu tả năm 1910. Loài này phân bố ở vùng Tân Bắc giới.